# Pseudocycnotrachelus
Pseudocycnotrachelus es un género de coleóptero de la familia Attelabidae.

## Especies
Las especies de este género son:
- Pseudocycnotrachelus bakeri
- Pseudocycnotrachelus constristatus
- Pseudocycnotrachelus ledyardi
- Pseudocycnotrachelus luzonensis